# جون عكار
جون جوزيف أكار (بالإنجليزية: John Akar)‏ (1927-1975) فنان وكاتب وملحن ودبلوماسي  تعود أصوله من والده إلى لبنان، ومن والدته إلى السيراليون. أبرز الشخصيات السيراليونية اللبنانية الدبلوماسية في غرب إفريقيا، شغل منصب سفير سيراليون لدى الولايات المتحدة. واشتهر بتأليف موسيقى النشيد الوطني لدولة السيراليون.

## النشأة
وُلد جون أكار في بلدة روتيفانك الصغيرة في السيراليون، في مقاطعة مويامبا الجنوبية في عهد الانتداب البريطاني، لأم من أصل قبيلة شيربو من السكان الأصليين للسيراليون وأب لبناني. درس عكار في مدرسة روتيفانك الابتدائية، وانتقل إلى مدرسة ألبرت أكاديمي الثانوية في فريتاون. ولعد أن أكمل تعليمه الثانوي، انتقل إلى الولايات المتحدة لدراسة الماركوتينغ التجاري في الإذاعة والتليفزيون.
في عام 1960، عين مديرًا للبث الإذاعي لخدمات سيراليون الإذاعية (SLBS).

## تأسيسات
في عام 1963، أسس عكار فرقة الرقص الوطنية لتشجيع السيراليونيين على الاهتمام والاعتزاز بتراثهم الثقافي.
في عام 1964، دُعي هو وفرقة الرقص الوطني إلى الولايات المتحدة لحضور معرض نيويورك العالمي وتمثيل دول وتراث السيراليون.
في أواخر عام 1964، شاركت فرقة الرقص الوطنية السيراليونية في مهرجان الفن في لندن ولقيت استحسانا كبيرا، وفي عام 1965 أدوا عروضهم التي مثلت التراث الإفريقي السيراليوني في المهرجان الزنجي للفنون في داكار السنغال عام 1966، ثم ذهبوا في جولة لمدة أربعة أشهر حول أوروبا، بما في ذلك عروض في ألمانيا والسويد وفرنسا ممثلين تراث الرقص الإفريقي في السراليون أحسن تمثيل.